# Shirakawa (Ono)
Shirakawa (Japans: 白川村, Shirakawa-mura) is een dorp (mura) in de prefectuur Gifu in Japan. Deze landelijke gemeente ligt in het noorden van Gifu in het Ryohaku-gebergte en beslaat 356,6 km². Ze is de laatste overgebleven gemeente in het district Ono, waarmee ze nu samenvalt. In 2019 woonden er 1630 mensen. Shirakawa is vooral bekend als de locatie van een van de historische dorpen van Shirakawa-go en Gokayama.

## Geschiedenis
De oudste artefacten dateren van 7000 à 2300 jaar v.Chr. Het dorp Ogimachi (Shirakawa-go) gaat zeker terug tot de 12e eeuw. De boerderijhuizen in de kenmerkende gassho-bouwstijl, met steile rieten daken, dateren voornamelijk uit de 19e eeuw. In de loop van de 20e eeuw liep het aantal bewaarde woningen terug, en in de jaren 1970 namen de bewoners het initiatief om hun erfgoed te beschermen. Op de 19e sessie van de Commissie voor het Werelderfgoed in 1995 werden de historische dorpen van Shirakawa-go en Gokayama erkend en beschermd.

## Geografie
Het bodemgebruik is voor het overgrote deel bos en gebergte. Langs de oevers van de rivier Sho wordt aan landbouw gedaan en is wat verspreide bebouwing. De meeste inwoners wonen in de buurt van het goed bewaarde traditionele dorpje Ogimachi. Ogimachi 1 strekt zich zo'n 800 meter lang uit op de rechteroever van de Sho. Ogimachi 2 is een kleiner gehucht op de linkeroever. Latere uitbreidingen kwamen er vooral ten noorden van Ogimachi aan weerszijden van de rivier.
Op de Sho en haar zijrivieren zijn verschillende dammen gebouwd binnen de gemeentegrenzen: de Oshirakawadam, de Miborodam, de Hatogayadam, de Tsubawaradam, de Narudedam en de Sakaigawadam.
De gemeente wordt ontsloten door de Tokai-Hokuriku-autosnelweg (E41). Het dorp is bereikbaar per bus vanaf Takayama, Kanazawa en Toyama.

## Toerisme

Zicht op Ogimachi

Shirakawa is vooral bekend als de locatie van een van de als Werelderfgoed erkende historische dorpen van Shirakawa-go en Gokayama, meer bepaald het dorpje Ogimachi, ook Shirakawa-go genoemd. De twee andere dorpjes, Ainokura en Suganuma, maken deel uit van de stad Nanto in de prefectuur Toyama. 
In 2019 onthaalde Shirakawa 2,15 miljoen binnen- en buitenlandse toeristen, het overgrote merendeel dagjestoeristen.
In het zuidwesten van de gemeente bevindt zich het nationaal park Hakusan rondom de bergtop Hakusan.

## Zustergemeenten
De gemeente is verbroederd met het Italiaanse Alberobello.